# فيرناندو اليكساندري
فيرناندو اليكساندري (2 أغسطس 1985 في البرتغال - ) هو لاعب كرة قدم برتغالي في مركز الوسط. شارك مع منتخب البرتغال تحت 17 سنة لكرة القدم ومنتخب البرتغال تحت 18 سنة لكرة القدم ومنتخب البرتغال تحت 19 سنة لكرة القدم ومنتخب البرتغال تحت 20 سنة لكرة القدم. أما مع النوادي، فقد لعب مع إستريلا دا أمادورا وسبورتينغ براغا ومافرا ونادي أكاديميكا كويمبرا ونادي بنفيكا ونادي ليتشويس ونادي أولهانينسي وS.L. Benfica B ‏ وC.D. Olivais e Moscavide ‏.

## روابط خارجية
- فيرناندو اليكساندري على موقع قاعدة بيانات كرة القدم.إي يو (الإنجليزية)
- فيرناندو اليكساندري على موقع Soccerway.com (الإنجليزية)
- فيرناندو اليكساندري على موقع AS.com (الإسبانية)